# Istanbul (Not Constantinople)
Istanbul (Not Constantinople) é o sexto EP da banda They Might Be Giants, lançado a 14 de Maio de 1990.

## Faixas
1. "Istanbul (Not Constantinople)"
2. "James K. Polk"
3. "Stormy Pinkness"
4. "Ant"
5. "Istanbul (Not Constantinople)" (Brownsville mix)